# Andirá
Andirá là một đô thị thuộc bang Paraná, Brasil. Đô thị này có diện tích 274,081 km², dân số năm 2007 là 21953 người, mật độ 80,1 người/km².